# Dual-Fluid-Reaktor
Der Dual-Fluid-Reaktor (Eigenschreibweise: Dual Fluid Reaktor) ist ein Kernreaktor-Konzept mit dem Ziel, die Vorteile des Flüssigsalzreaktors mit denen metallgekühlter Reaktoren (natriumgekühlter Reaktor, bleigekühlter Reaktor) zu kombinieren. Somit sollen die Nachhaltigkeits-, Sicherheits- und Wirtschaftlichkeitsziele der sogenannten „IV. Generation“ erreicht werden.

## Konzept

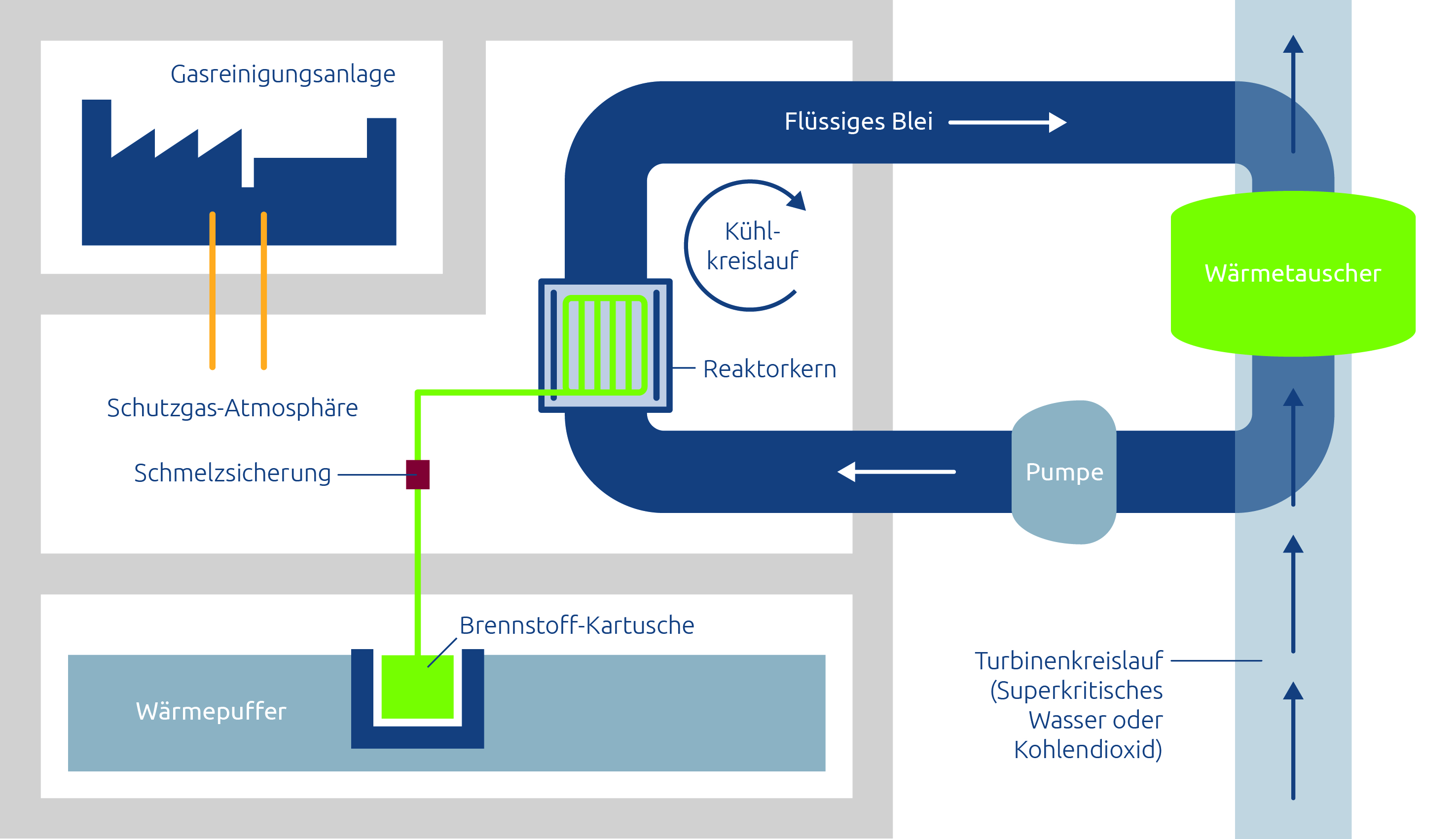
Kraftwerk-Skizze DF300 mit modularem Reaktor (300 MW_{el})

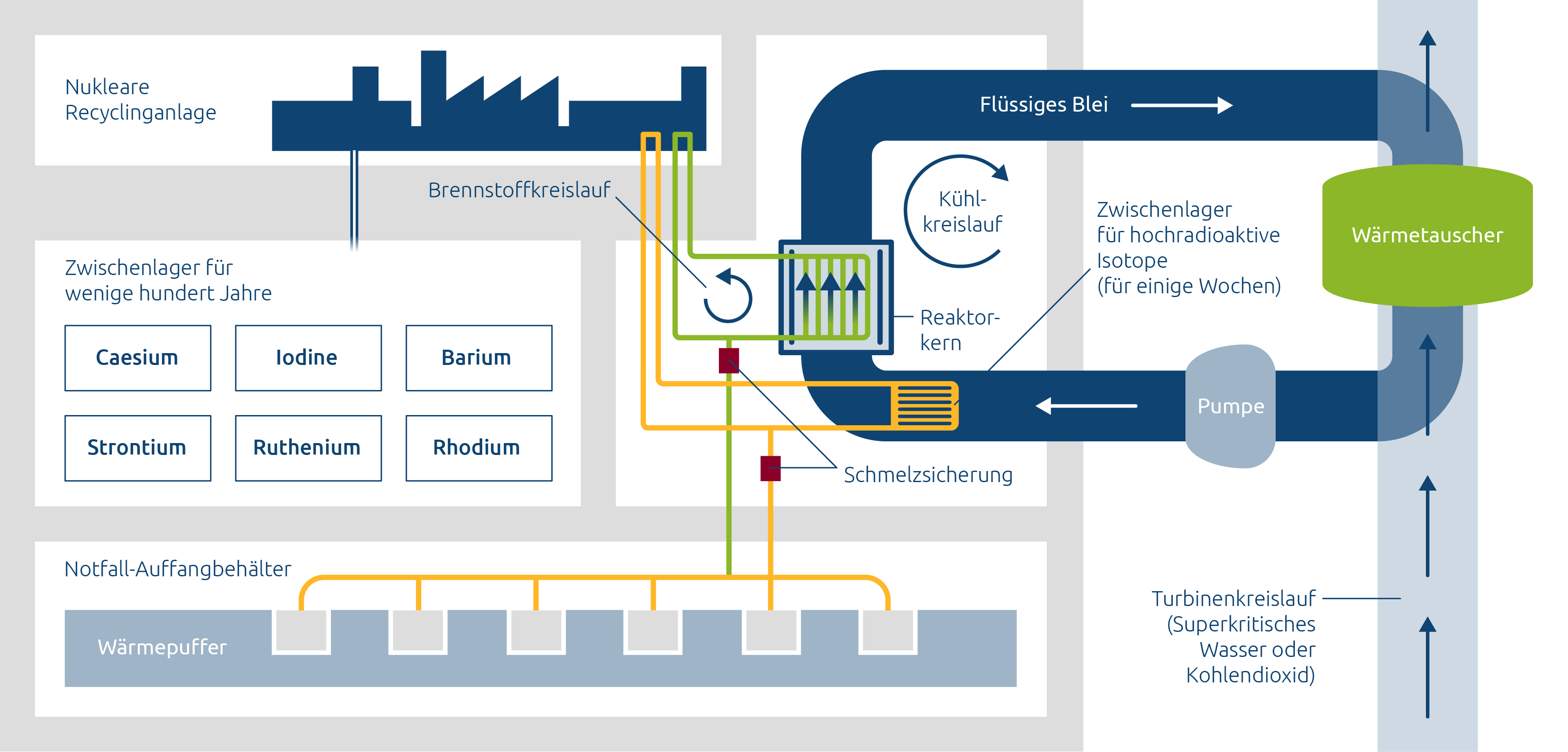
Kraftwerk-Skizze DF1500 (1500 MW_{el})

Der konzipierte Reaktor soll einen flüssigen Kern und Bleikühlung haben. Aktuell sieht das Unternehmen Dual Fluid Energy flüssiges Actinoidenmetall als Spaltstoff vor, theoretisch sollen auch Chlorsalze möglich sein. Er soll ein hartes Neutronenspektrum mit schnellen Neutronen haben und für eine kombinierte Hochtemperaturwiederaufarbeitung die fraktionierte Destillation/Rektifikation nutzen. Das modulare Modell DF300, das zuerst realisiert werden soll, soll einen Kernspaltungsszyklus von einigen Jahrzehnten haben. Danach soll der Spaltstoff aus dem Reaktor entfernt und in einer eigenen Recyclinganlage so aufbereitet werden, dass die noch nutzbaren Stoffe einen neuen Spaltungszyklus durchlaufen können. Größere Dual-Fluid-Modelle sollen über eine integrierte Recyclinganlage verfügen, die den Spaltstoff permanent vor Ort und im laufenden Betrieb aufbereitet. In beiden Fällen sollen nur Spaltprodukte übrigbleiben, die innerhalb von 300 Jahren auf eine Radiotoxizität unterhalb der von Natururan abklingen, ein geologisches Endlager nach den Maßstäben des Standortauswahlgesetzes sei deutlich leichter zu errichten.
Das Unternehmen bewirbt das Konzept mit herausragenden Sicherheitseigenschaften, niedrigen Kosten sowie der Fähigkeit, Transuranabfall oder abgebrannten Spaltstoff aus Leichtwasserreaktoren in kurzen Zeiträumen energetisch zu verwerten und per Transmutation in besser nutzbare oder ungefährlichere Elemente umzuwandeln.
Während des Betriebs soll die Sicherheit durch einen stark negativen Temperaturkoeffizienten gewährleistet werden, zudem könnte durch die hohe Wärmeleitfähigkeit der flüssigen Metalle die Nachzerfallswärme vollständig passiv abgeführt werden; dadurch soll das Konzept eine sehr hohe inhärente Sicherheit aufweisen.
Als Brutreaktor soll der Dual-Fluid-Reaktor, anders als herkömmliche Leichtwasserreaktoren (LWR), nicht nur das mit einem Anteil von 0,7 % am Natururan recht seltene Uran-235 verwerten, sondern auch das weit häufigere Uran-238. Falls eine vollständige Umwandlung des gesamten Urans in Transurane mit nachfolgender Spaltung gelingt, könnte ein solcher Reaktor aus dem ungenutzten Uran-238 eines typischen abgebrannten LWR-Brennelements (ca. 1 Tonne) etwa 2,5 Jahre lang eine thermische Leistung von 1 Gigawatt gewinnen. Zudem soll der Dual-Fluid-Reaktor auch Thorium nutzen können. Damit würden die Kernbrennstoffressourcen der Erde für tausende von Jahren ausreichen.

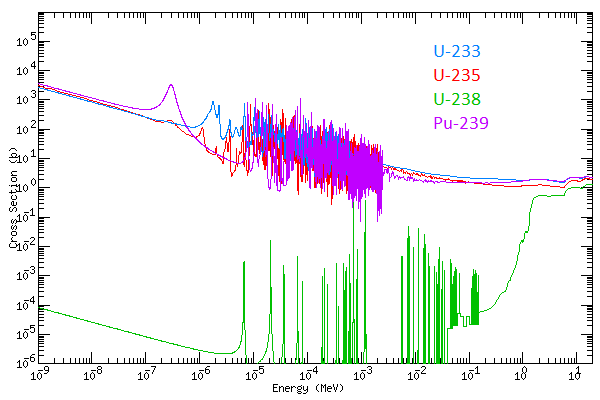
Ab einer Energie von 1 MeV (1*10^0), wie sie bei schnellen Neutronen vorkommt, wird auch ^{238}U spaltbar (grüne Linie), das bei langsamen Neutronen normalerweise kaum spaltbar ist. Da der Dual-Fluid-Reaktor die Neutronen nicht moderiert und abbremst, sondern mit schnellen Neutronen arbeitet, wird somit auch ^{238}U spaltbar.

## Entwicklungsgeschichte
Es gibt schon seit den 1950er Jahren Versuche, Flüssigbrennstoff-Reaktoren zu entwickeln. Bislang hat sich kein Konzept wirtschaftlich umsetzen lassen.
Das Konzept eines Dual-Fluid-Reaktors wurde zunächst am Institut für Festkörper-Kernphysik, gemeinnützige Gesellschaft zur Förderung der Forschung IFK mbH, in Berlin entwickelt. Im Februar 2021 gründeten einige der Mitwirkenden dort das kanadische Unternehmen Dual Fluid Energy Inc. mit dem Ziel, die Technologie zur kommerziellen Reife zu führen. Eine im Jahr 2017 abgeschlossene Dissertation an der Technischen Universität München kommt zum Fazit, dass das Dual-Fluid-Reaktorkonzept in technischer Hinsicht „generell realisierbar ist und großes Potenzial hat“. Ökonomische Aspekte wurden in dieser Arbeit nicht betrachtet.
Das Reaktordesign gewann die öffentliche Abstimmung für den Galileo-Wissenspreis bei den deutschen GreenTec Awards 2013, aber das Preisverleihungskomitee, das die Preise vergibt, änderte die Regeln, um alle nuklearen Designs auszuschließen, bevor der Gewinner bekannt gegeben wurde. Die Dual-Fluid-Teilnehmer haben daraufhin erfolgreich geklagt.
Bisher wurde ein Patent auf das Funktionsprinzip des Reaktors erteilt, ein weiteres auf den Flüssigmetall-Spaltstoff ist angemeldet. Derzeit (Stand April 2025) gibt es noch keinen Demonstrator und noch keinen Prototyp des Reaktors.
Das Unternehmen Dual Fluid Inc. rechnete 2022 mit einem Baubeginn eines Prototyps im Jahr 2028 und einer Bauzeit von drei Jahren. Die Entwicklungskosten für den Prototyp mit einer elektrischen Leistung von 300 MW sollen nach Angaben des Unternehmens bei ca. 6 Mrd. US$ liegen.
Im September 2023 verkündete das Unternehmen eine Einigung mit der Atomaufsicht Ruandas über den Bau und Betrieb eines Demonstrationsreaktors. Der Demonstrator solle in zwei bis drei Jahren fertiggestellt sein und der Überprüfung von theoretischen Berechnungen und der Erforschung von Materialeigenschaften im Hinblick auf die Genehmigung eines großen Leistungsreaktors (Prototyp) dienen. Für den Bau und die Betriebskosten des Demonstrators veranschlagt der geschäftsführende Vorstand von Dual Fluid Energy 100 Mio. Euro.